# Alfred Werner
Alfred Werner (Mulhouse 1866. december 12. – Zürich, 1919. november 15.) svájci vegyész. 1913-ben kémiai Nobel-díjban részesült, mert felfedezte a szervetlen molekulákban az atomok kapcsolódásának törvényszerűségeit. Wernert tekintik a koordinációs kémia megalapítójának.

## Tanulmányai

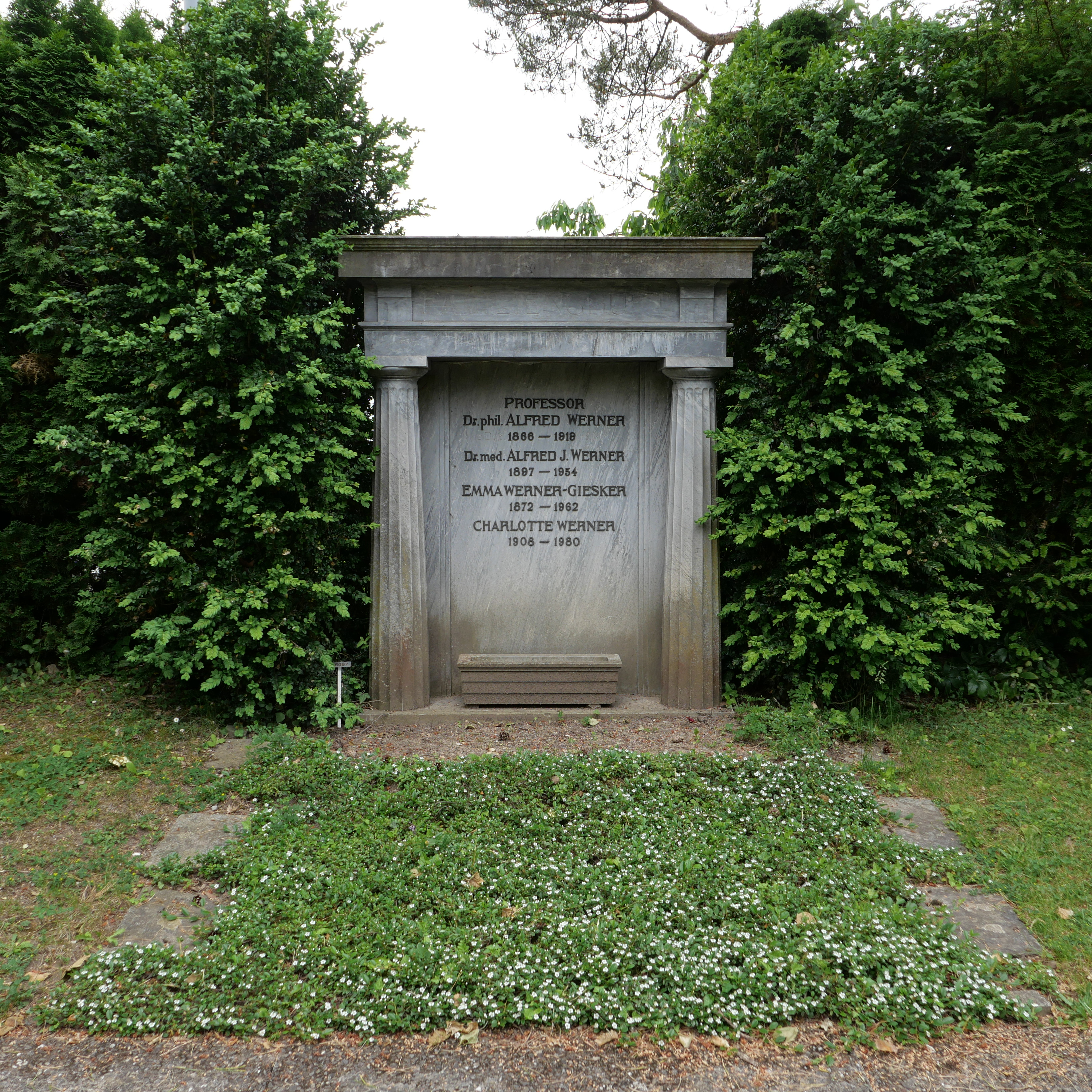
Werner, felesége Emma Werner-Giesker (1872-1862) és gyermekeik, Alfred J. (1897-1954) és Charlotte (1908-1980) sírja a zürichi Rehalp temetőben

Alfred Werner 1866. december 12-én született az elzászi Mulhouse-ban Jean-Adam Werner és második felesége, Salomé Jeanette Tesché negyedik és legfiatalabb gyerekeként. Apja egy öntödében volt művezető, korábban lakatosként dolgozott. Ötéves korában Németország annektálta Elzászt, de a család továbbra is franciául beszélt; politikai és kulturális szimpátiájuk továbbra is Franciaországra irányult. 1872 és 1878 között szülővárosában elvégezte az École Libre des Frères-t, majd az École Professionelle-ben kémiát tanult. Első önálló kémiai kísérleteit 18 évesen végezte. Egyéves katonai szolgálatát Karlruhében töltötte, ahol eljárt a helyi műszaki főiskola előadásaira. 
1886-ban beiratkozott a zürichi Szövetségi Műszaki Főiskolára, ahol 1899-ben diplomát szerzett kémiából. Doktori címét 1890-ben kapta meg a Zürichi Egyetemen, mert a főiskola ekkor még nem volt jogosult erre. Disszertációja az atomok elrendezését tárgyalta a nitrogénvegyületeken belül. 

## Pályafutása
Diplomájának megszerzése után Werner a főiskolán kapott tanársegédi állást Georg Lunge professzor mellett. Arthur Hantzsch professzorral közösen 1890-ben megjelent első publikációja, amely aztán doktori disszertációjának alapját is képezte. Werner ebben továbbvitte Joseph Le Bel és Jacobus van't Hoff tetraéderes szénatomra vonatkozó koncenpcióját a nitrogénatomra. Második jelentős munkája, amellyel egyúttal habilitációját támasztotta alá, 1891-ben jelent meg és a kémiai affinitást, valamint a vegyértéket tárgyalta. Ebben Kekulé koncenpcióját a mereven egyfelé irányuló vegyértékekről felváltotta egy rugalmasabb modellel, melyben a vegyérték egyfajta mindenfelé irányulható vonzóerőt jelentett.
Egy rövid ideig együtt dolgozott Marcellin Berthelot-van a párizsi Collège de France-ban annak termokémiai munkáján, de 1892-ben magántanári (privatdozent) minőségben visszatért a zürichi főiskolára. Harmadik, legfontosabb publikációját (Beitragzur Konstitutionanorganischer Verbindungen) 1893-ban közölte és ebben lefektette koordinációs elméletének posztulátumait. Ugyanebben az évben a Zürichi Egyetemen vállalt adjunktusi állást, 1895-ben pedig, 29 évesen kinevezték a kémia professzorává. Megkapta a svájci állampolgárságot és bár számos ajánlatot kapott Bécs, Bázel és Würzburg egyetemeitől, megmaradt Zürichben. 
Koordinációs modelljével több ezer szervetlen vegyület tulajdonságait tudta magyarázni, bár mivel alapvetően elméleti munkáról volt szó, sokan támadták is elképzeléseit. Tanítványaival közösen a fém-aminokban az ammóniamolekulákat lépcsőzetesen helyettesítette vízmolekulákkal és más csoportokkal, miközben hidrátok és vegyes kettős sók képződtek. Felismerte a fémkomplexek különböző optikai izomerjeinek (koordinációs, polimerizációs, ionizációs, hidrát-, só-, koordinációshely- és vegyértékizomerek), valamint a többmagvú komplexek képződését és a hidratált fémionok hidrolitikus, savi és bázikus tulajdonságait. Jelentős eredményeket ért el az elemek periódusos táblázatán végzett munkájával is, 1905-ben különválasztotta a lantanoida elemeket (58-71 rendszám között). 1904-ben megjelent két könyve, a Neuere Anschauungen auf dem Gebiete der anorganischen Chemie (Újabb nézetek a szervetlen kémia területén) és a Lehrbuch der Stereochemie (A sztereokémia tankönyve).
1913-ban koordinációs elméletéért Werner kémiai Nobel-díjban részesült. 

## A koordinációs elmélet

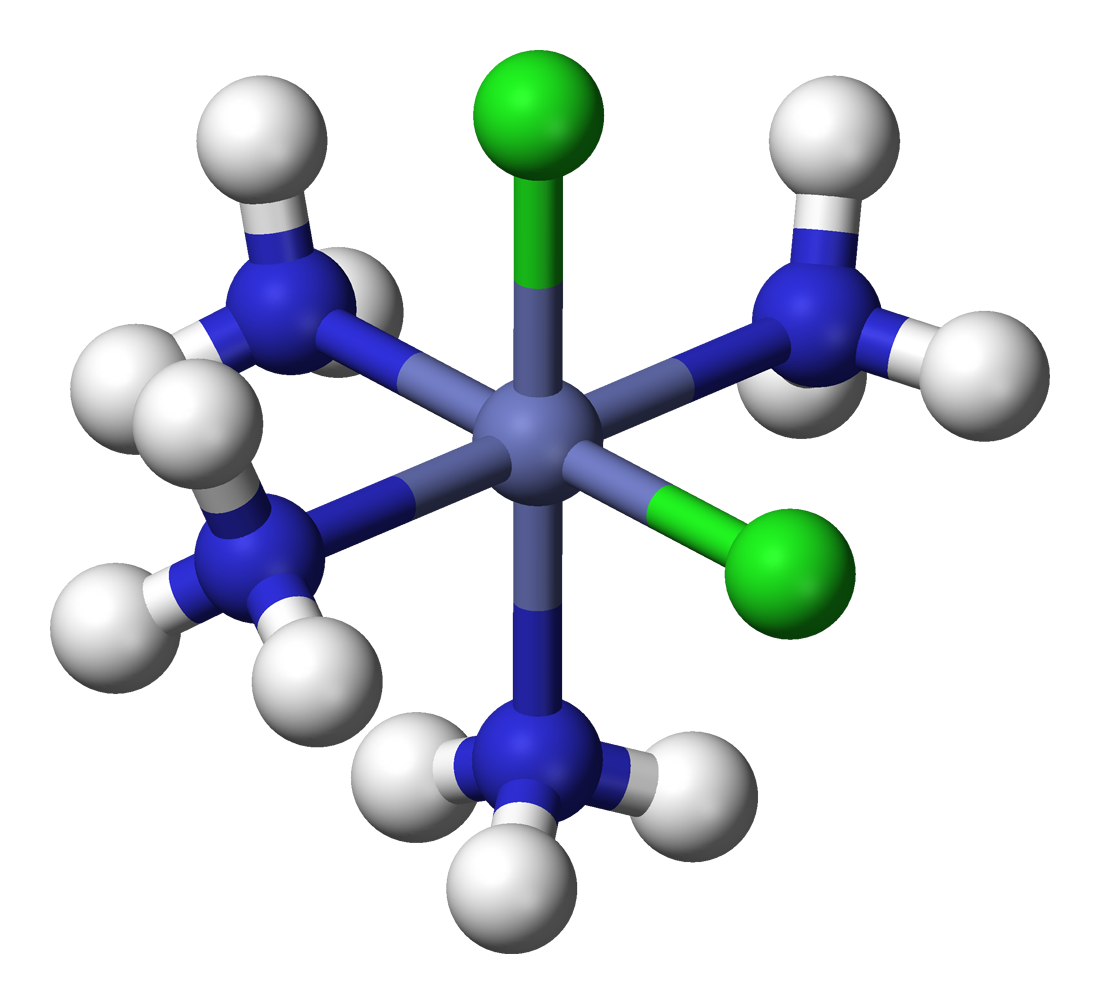
cisz-[Co(NH_{3})_{4} Cl_{2}]^{+}

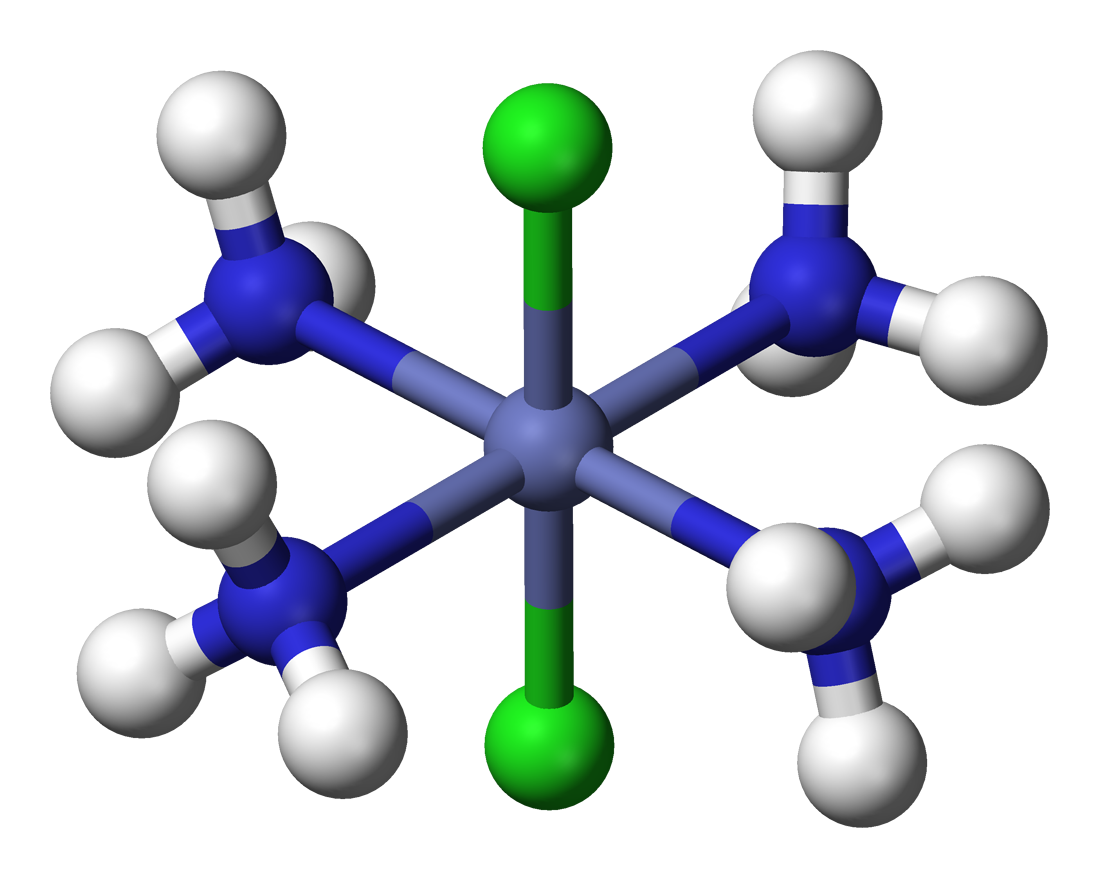
transz-[Co(NH_{3})_{4} Cl_{2}]^{+}

Werner elképzelése szerint a kémiai kötéseknek két típusa létezik: ionképző és nem-ionképző. Elméletével kb. húsz évvel megelőzte Kossel és Lewis ionos és kovalens kötéselméletét. Koordinációs elmélete alapján adott oxidációs állapotú fémionok két típusú, „elsődleges vagy ionizálható” és „másodlagos vagy nemionizálható” vegyértékkel rendelkeznek. Oxidációs állapotuk meghatározza az elsődleges vegyértéket, ami különböző anionokkal semlegesíthető. A másodlagos, nem-ionizálható vegyértéket nem csak anionokkal, hanem más donoratomokat (nitrogén, oxigén, kén, foszfor) stb. tartalmazó semleges molekulákkal (mint az ammónia, víz, szerves aminok, szulfidok és foszfinok) is be lehet tölteni, a koordinációs számnak megfelelően. A másodlagos vegyértékek betöltése során a koordinálódó molekulák a központi fémion körül elhelyezkedve aggregátumot (ún. komplexet) formáznak. Werner két csoportra osztotta a fémionokat, a négyes koordinációs számmal jellemezhető ionok komplexei síknégyzetes és tetraéderes; a hatos koordinációs számúak oktaéderes szerkezetűek. 
Werner teóriájának alátámasztása érdekében kutatta a koordinatív vegyületek vezetőképességét, amelyekkel alátámasztotta predikcióit a vegyületek összetételére és kötésmódjára. Részletesen tanulmányozta a koordinatív vegyületek szerkezetét és bebizonyította, hogy a [Co(NH3)6] 3+ komplexben az ammóniamolekulák oktaéderesen helyezkednek el. 1911-ben előállította a cis-[CoCl(NH3)(en)2]Cl2 komplexet, amellyel igazolta az optikai izoméria (modernebb nevén enantioméria) előfordulását a szervetlen kémiában. 

## Elismerései
- Kémiai Nobel-díj
- a Francia Kémiai Társaság Leblanc-érme

Tagja volt a göttingeni Királyi Tudományos Társaságnak, az erlangeni Fiziko-medicinális Társaságnak. A Genfi Egyetem díszdoktorává avatta. Tiszteletbeli tagjává fogadta a genfi Fizikai és Természetrajzi Társaság, a frankfurti Fizikai Társaság, a Német Bunsen-társaság, a lausann-i Természettudományi Társaság és a londoni Kémiai Társaság. 

## Családja
Werner 1894-ben feleségül vette Emma Gieskerandot. Egy fiuk (Alfred) és egy lányuk (Charlotte) született. 
Egészsége viszonylag fiatalon hanyatlani kezdett és 1913-ban agyi érelmeszesedést állapítottak meg nála. Állapotát tovább rontotta kíméletlen munkatempója és jelentős alkoholfogyasztása. Betegsége miatt 1915-ben fel kellett hagynia az előadással, 1919-ben pedig feladta professzori állását. 
Alfred Werner 1919. november 15-én halt meg egy zürichi pszichiátriai klinikán, 52 éves korában. 